# Reestow
Reestow ist ein Ortsteil der Gemeinde Rankwitz im Landkreis Vorpommern-Greifswald. Er liegt im Inneren der Halbinsel Lieper Winkel auf der vorpommerschen Ostseeinsel Usedom.

## Geografie
Reestow ist durch Dorfstraßen in Richtung Liepe und Grüssow erschlossen. Eine kleine Badestelle befindet sich am Nordufer der Halbinsel am Achterwasser.
Das wasserreiche Gebiet um den Ort herum ist von erheblicher ornithologischer Bedeutung, die nähere Umgebung ist Lebensraum besonders geschützter Arten, u. a. für Weißstörche und Seeadler.

## Geschichte
Erstmals 1270 wurde der Ort als Redesowe urkundlich im Besitz des Klosters Grobe (ab 1309 Pudagla) erwähnt. Der Name wird auf einen Personennamen zurückgeführt.
Im Ergebnis des Dreißigjährigen Krieges wurde die Bevölkerung hier und in ganz Pommern durch die Kriegshandlungen mit Gewalt, Plünderungen usw., sowie durch die Pest auf ca. ein Drittel dezimiert.
Die Bestandsaufnahme von 1666 erwähnt nur drei Haushaltsvorstände, zwei Bauern und einen Kötter. Die schwedische Landesaufnahme von 1693 führt 5 Namen auf (einen Vollbauern, zwei Halbbauern, einen Kuhhirten und einen Kötter). 
Das Dorf ist ein Haufendorf und von der Funktion her ein Bauerndorf. Charakteristisch sind von Hecken geschützte Gehöfte, die von traditionellen Bauerngärten umgeben sind. Das Dorf hat sich bis heute in der Struktur nicht geändert. Touristische Nutzungen sind nur sehr gering. 
An Entwicklungsvorhaben werden zum Schutz der Natur besondere Anforderungen gestellt. So wurden bis zur Genehmigung der örtlichen Swingolfanlage (einer vereinfachten Golfsportvariante) mehrjährige Verhandlungen geführt, Festsetzungen stellen sicher, dass die extensive sportliche Nutzungsform  dem Naturschutzzweck nicht zuwiderläuft.
Am 1. Juli 1990 wurde Reestow nach Liepe eingemeindet.